# ヘンリー・クレイ (原子力潜水艦)
|           |                                                  |
| 艦歴      |                                                  |
| 発注:     | 1961年2月3日                                     |
| 起工:     | 1961年10月23日                                   |
| 進水:     | 1962年11月30日                                   |
| 就役:     | 1964年2月20日                                    |
| 退役:     | 1990年11月5日                                    |
| その後:   | 原子力艦再利用プログラム                         |
| 除籍:     | 1990年11月5日                                    |
| 性能諸元  |                                                  |
| 排水量:   |                                                  |
| 全長:     |                                                  |
| 全幅:     |                                                  |
| 吃水:     |                                                  |
| 機関:     | 原子力ギアード・タービン                         |
| 主機関:   | S5W原子炉                                        |
| 最大速:   |                                                  |
| 兵員:     |                                                  |
| 兵装:     | 潜水艦発射弾道ミサイル16基 21インチ魚雷発射管4門 |
| モットー: | Preservation of the Nation                       |

ヘンリー・クレイ(USS Henry Clay, SSBN-625)は、アメリカ海軍の原子力潜水艦。ラファイエット級原子力潜水艦の8番艦。艦名はヘンリー・クレイに因む。

## 艦歴
ヘンリー・クレイの建造は1961年2月3日にバージニア州ニューポート・ニューズのニューポート・ニューズ造船所に発注され、1961年10月23日に起工した。1962年11月30日にグリーン・B・ギブソン夫人によって進水し、1964年2月20日にブルー班艦長トーマス・A・ブライス中佐およびゴールド班艦長ジョン・C・ルイス中佐の指揮下就役した。
1986年12月にゴールド班が乗り組んだヘンリー・クレイはイギリスのプリマスを訪問した。この訪問は1985年4月から1987年10月までにゴールド班が行った唯一の訪問であった。
1985年から1987年までのヘンリー・クレイの航海長はゴードン・ヘンドリック、機関長はビル・ヘイズ、砲雷長はマイケル・マクガリティであった。
1987年、ヘンリー・クレイのゴールド班は抜き打ちの原子炉保安検査 (Operational Reactor Safeguards Examination, ORSE) を受けた。当時の艦長はエドワード・ウォレン、副長はドン・ヘイズであった。ヘンリー・クレイの評価は EXCELLENT であり、大西洋艦隊においてこの評価を受けたのは2隻のみであった。（もう一隻はハイマン・G・リッコーヴァー (USS Hyman G. Rickover, SSN-709)）
ヘンリー・クレイは1990年11月5日に退役、除籍され、1997年9月30日にワシントン州ブレマートンで原子力艦再利用プログラムに従って解体された。